# 史平一
史平一（1933年10月—），男，辽宁沈阳人，中国电影录音师，八一电影制片厂高级录音师，中国电影金鸡奖最佳录音。